# Samuel Coster

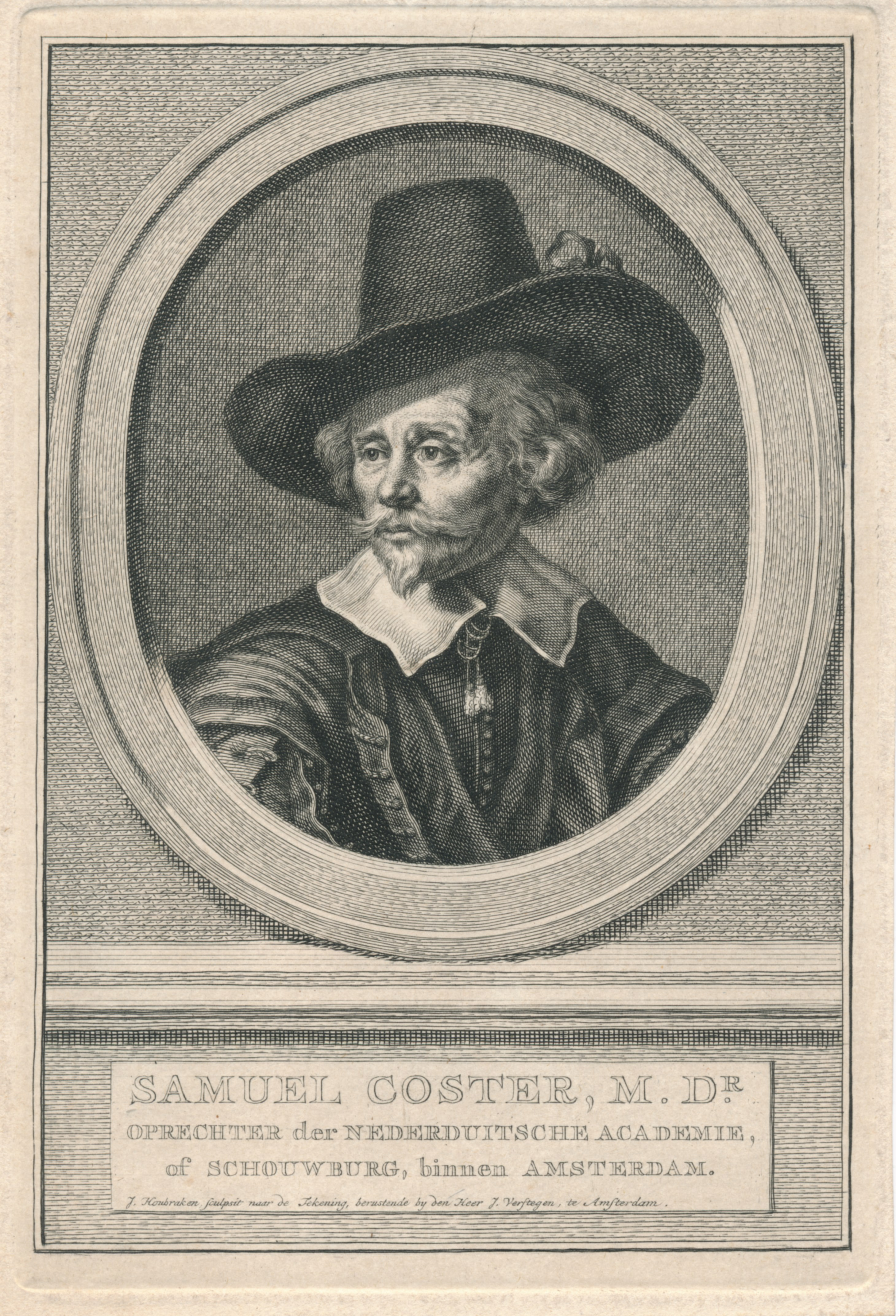
Samuel Coster, 18. Jahrhundert, Jacobus Houbraken

Samuel Coster (* 1. September 1579 in Amsterdam; † 1665 ebenda) war ein niederländischer Dramaturg und Arzt.

## Leben
Coster wurde als fünftes Kind des Schreiners und Küsters an der Oude Kerk, Adriaen Lennaertz, und Aeltgen Jansd geboren. Um 1605 war er Mitglied der Amsterdamer 'rederijkerskamer' „De Eglantier“, vermutlich durch die Gunst reicher Freunde. 1607 begann er ein Studium an der Universität Leiden, das er 1610 als Doktor der Medizin abschloss. Danach begann er am Hospital in Amsterdam zu arbeiten. 1607 heiratete er zum ersten Mal, 1622 wurde er Witwer, 1658 heiratete er zum zweiten Mal.
Coster spielte über zehn Jahre eine führende Rolle im literarischen Leben Amsterdams. „Teeuwis de boer“ wurde 1612 durch die „De Eglantier“ uraufgeführt. Die erste klassische Tragödie in Niederländisch folgte 1615 als „Ithys“ mit der blutigen Geschichte von Tereus und Procne.

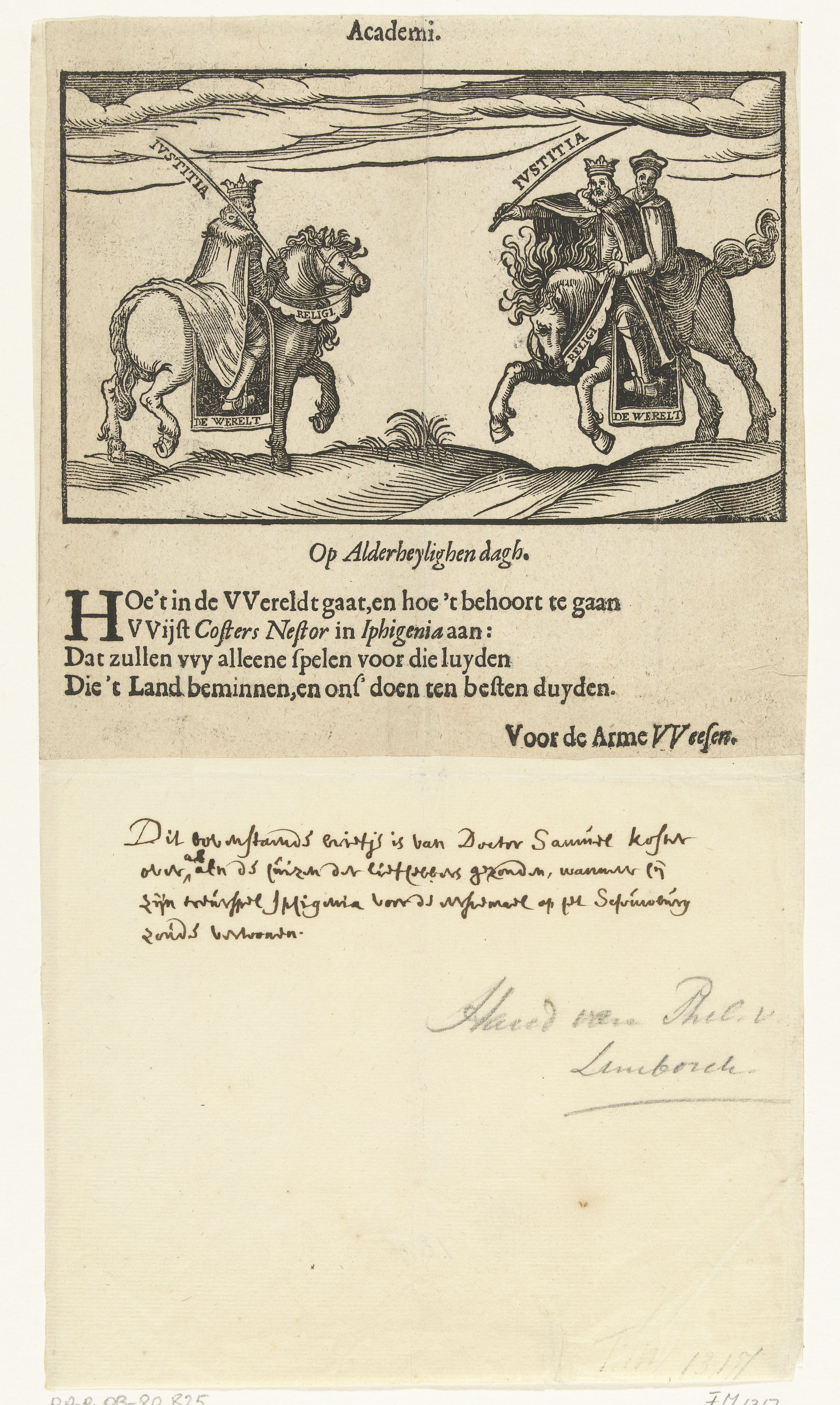
Zur Aufführung von Iphigenia, 1617

1617 spaltete sich eine Gruppe mit Coster, Hooft und Bredero als Duytsche Academy ab, um Theater und Musik anzubieten, aber auch breit verständliche Vorlesungen auf Niederländisch statt Lateinisch zu halten, wie es an den Universitäten üblich war. Ein hölzerner Theaterbau wurde errichtet. November 1617 wurde ein neues klassisches Drama Iphigenia aufgeführt, das sich über calvinistische Prediger und ihren Fanatismus lustig machte. In Amsterdam kam der Vorwurf der Kirchenfeindlichkeit auf. Der Tod Brederos im August 1618 und die Hinrichtung von Oldenbarnevelt im Mai 1619 begrenzten den Erfolg der Akademie.
Daher verlagerte er sich auf die medizinische Tätigkeit und veröffentlichte wenig mehr. Er setzte sich weiter für eine Eerste Nederduytsche Academie ein, blieb in den literarischen Kreisen präsent und erreichte 1632 die Gründung des Athenaeum Illustre Amsterdam und 1637/38 den Bau eines neuen Theaters, das der Architekt Jacob van Campen entwarf. Caspar Barlæus, der wegen seines Arminianismus in Leiden entlassen worden war, und Gerhard Johannes Vossius, der ebenfalls in Leiden unter Druck stand, wurden zu Professoren ernannt. Diese Hohe Schule bildete den Ursprung der Universität von Amsterdam.

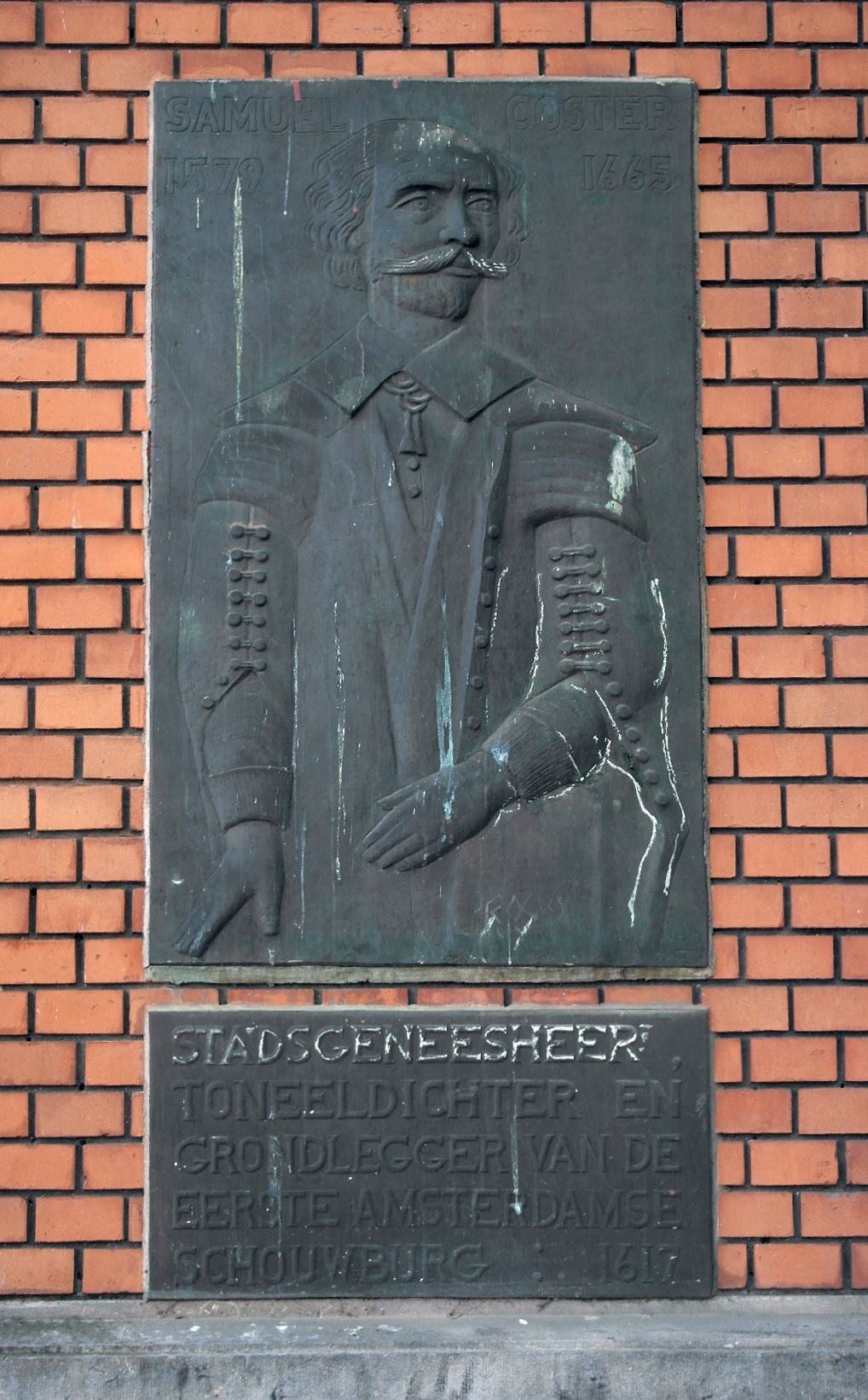
Plakette an der Stadsschouwburg

Sein Relief ist an der Nordseite der Stadsschouwburg Amsterdam angebracht.

## Schriften
- Boere-klucht von Teeuwis de Boer, Juffer van Grevelinckhuysen (1612, Druck 1627)
- Ithys (1615)
- Spel van de rijckeman (1615)
- Warenar (1617, mit Pieter Corneliszoon Hooft)
- Iphigenia (1617)
- Isabella (bis Vers 362 von Hooft) (1619)
- Polyxena (1619)
- Duytsche Academi (1619), Gelegenheitsspiel
- Ghezelschap der Goden vergaaert op de ghewenste bruyloft van Apollo (1618)
- Nederduytsche Academijs Niemant ghenoemt, niemant gheblameert (1620)

## Einzelbelege
1. ↑  Ferdinand van Ingen: Der Akademiegedanke in der niederländischen Republik bis zum Ausgang des 17. Jahrhunderts. In: Europäische Sozietätsbewegung und demokratische Tradition. DE GRUYTER, 1996, ISBN 978-3-484-36526-1, S. 837–852, doi:10.1515/9783110963243.837.
2. ↑  Samuel Coster: Werken. Hrsg.: R. A. Kollewijn. 2009, ISBN 978-1-120-02624-8.

| Personendaten    | Personendaten                   |
| ---------------- | ------------------------------- |
| NAME             | Coster, Samuel                  |
| ALTERNATIVNAMEN  | Koster, Samuel                  |
| KURZBESCHREIBUNG | niederländischer Schriftsteller |
| GEBURTSDATUM     | 1. September 1579               |
| GEBURTSORT       | Amsterdam                       |
| STERBEDATUM      | 1665                            |
| STERBEORT        | Amsterdam                       |